# Virgilio Mortari
Virgilio Mortari, né le 6 décembre 1902 – mort le 5 septembre 1993, est un professeur et compositeur italien.

## Biographie
Mortari naît à Passirana di Lainate, près de Milan en 1902. Il étudie au conservatoire de Milan auprès de Costante Adolfo Bossi et Ildebrando Pizzetti. Il est diplômé du conservatoire de Parme en 1928 après avoir étudié le piano et la composition musicale. Déjà en 1924, il a remporté le premier prix avec sa composition Sonata per pianoforte, violino e violoncello au concours de la « Società Italiana di Musica Contemporanea ».
Il est professeur de composition au conservatoire de Venise de 1933 à 1940. À partir de 1940, il est professeur à l'Académie nationale Sainte-Cécile puis directeur artistique de l'Accademia Filarmonica Romana de 1944 à 1946 et de 1955 à 1959, directeur du Teatro La Fenice à Venise. En 1963, il est vice-président de l'Accademia Nazionale di Santa Cecilia.
Parmi ses compositions pour contrebasse figure le Concerto per Franco Petracchi. Il remporte les prix Euterpe, Marzotto et Montaigne.

## Compositions

### Opéras
- L'alfabeto a sorpresa
- Il contratto
- La scuola delle mogli 17 mars 1959 Piccola Scala (it) avec Rolando Panerai, Alvinio Misciano (it), Giorgio Tadeo (it), Graziella Sciutti, Fiorenza Cossotto, Luigi Alva et Florindo Andreolli (it) dirigé par Bruno Bartoletti et la regia di Margherita Wallmann)
- La figlia del diavolo, mélodrame en 1 acte, livret et mise en scène de Corrado Pavolini (it) 21 mars 1954 à la Scala dirigé par Nino Sanzogno avec Risë Stevens, Eugenio Fernandi (it), Angelo Mercuriali (it) et Giangiacomo Guelfi.

### Musique de chambre
- Canti di Primavera, pour quatre violoncelles
- Divertimento, pour basson et violoncelle
- Offerta, pour pianoforte
- Les Adieux, pour flûte, violon, alto et violoncelle
- Quatuor à cordes no 1
- 1983 : Quatuor à cordes no 2
- Melodia, pour saxophone contralto et pianoforte
- 1977 : Fogli d'album, pour contrebasse
- 1966 : Duettini Concertati, pour violon et contrebasse
- 1928 : Sonata in re pour violon et pianoforte

### Concertos
- Concerto per Mstislav Rostropovitch, pour violoncelle et orchestre
- 1966 : Concerto per Franco Petracchi (su musiche antiche Musiche) pour contrebasse et orchestre
- Elegia e Capriccio (dai 'Duettini Concertati') pour violon et contrebasse avec accompagnement d'orchestre à cordes
- Rapsodia elegiaca, second concerto pour contrebasse et orchestre
- Concerto dell'osservanza, pour alto et orchestre
- 1966 : 3 tempi concertati pour cordes, avec violon et violoncelle obbligatos

### Musique symphonique
- 1968  : Eleonora D'Arborea, ouverture symphonique
- La strage degli innocenti, arioso et toccata pour orchestre
- Fantasia concertante, pour cordes
- Epilogo, pour orchestre

### Musique vocale
- Missa Elegiaca pour chœur de voix mixtes et orgue
- Missa Pro Pace, pour chœur a cappella
- Secchi e sberlecchi, pour voix et pianoforte
- 1943 : Variations sur Le Carnaval de Venise, quatre poèmes de Théophile Gautier, pour voix et piano-forte
- 1954 : La lunga strada della morte (da una Canzone Noni Toni de Giovanni Gabrieli) pour le drame sacré Resurrezione e vita (Ego sum resurrectio et vita) au Teatro Verde de l'île de San Giorgio Maggiore pour le Teatro La Fenice de Venise direction Gianandrea Gavazzeni avec Gianni Raimondi et Mario Sereni.